# لورنا فورد
لورنا فورد (بالإنجليزية: Lorna Forde) هي منافسة ألعاب القوى باربادوسية، ولدت في 24 يونيو 1952.

## وصلات خارجية
- لورنا فورد على موقع الاتحاد الدولي لألعاب القوى (الإنجليزية)
- لورنا فورد على موقع أوليمبيديا (الإنجليزية)
- لورنا فورد على موقع اتحاد ألعاب الكومنولث (مؤرشف) (الإنجليزية)